# Thượng Tân Thị
Thượng Tân Thị (尚賓氏), tên thật: Phan Quốc Quang (1878 - 1966), tự Hương Thanh, biệt hiệu: Hoài Nam Tử, Thượng Tân Thị; là một nhà thơ Việt Nam thời tiền chiến.

## Cuộc đời
Ông sinh ngày 16 tháng 7 năm 1879 tại làng Lại Nông, thuộc phủ Thừa Thiên (Huế). Cha, không rõ họ tên, chỉ biết mẹ ông là Tôn nữ Nguyễn Thị Xuân.
Sớm giỏi thi phú, nhưng ông đi thi Hương mấy lần đều bị hỏng. Khoảng năm 1916, buồn vì công danh lận đận, vì nạn nước (hai vua: Thành Thái, Duy Tân đều bị thực dân Pháp đày sang đảo Réunion), thêm buồn vì mẹ mất và gia đình ly tán, ông bỏ xứ theo ghe bầu vào Nam.
Nhớ lời mẹ căn dặn trước khi mất, Thượng Tân Thị tìm gặp được người dì thứ sáu, đang định cư tại Cái Muối (nay thuộc xã cù lao Bình Hòa Phước, huyện Long Hồ, tỉnh Vĩnh Long) và được người dì này lo cho việc hôn nhân cho ông.
Vợ ông là bà Trương Thị Phòng (1882-1955), vừa hiền lại vừa có học (bà từng chịu khó lên tận Sài Gòn trọ học). Hai ông bà có tất cả bảy người con.
Sống ở Vĩnh Long, Thượng Tân Thị được đốc học Lê Minh Thiệp mến tài tiến dẫn dạy chữ Nho ở các trường thuộc Chợ Lách, Nhơn Phú rồi trường ở Ba Kè (nay là huyện Cầu Kè, thuộc tỉnh Trà Vinh), là nơi vợ chồng ông có ý định sẽ cư trú lâu dài. Ông cũng có dịp dạy tại trường trung học tư thục Nam Hưng (còn gọi là Bassac) ở Cần Thơ một thời gian ngắn.
Ông dạy học rất tận tụy và thương trẻ, nên được nhiều học trò mến phục, trong số ấy có những người đã nổi danh như: giáo sư Trần Văn Khê (học với ông tại Tam Bình), thi sĩ Khổng Dương, nhà văn Sơn Nam (cả hai đều học với ông tại Cần Thơ)...
Bên cạnh nghề dạy học, ông còn sáng tác thơ văn. Nhưng mãi đến năm ông 41 tuổi, ông mới bắt đầu có tiếng trên thi đàn nhờ mười bài thơ Nôm luật Đường, làm theo lối liên hoàn, có tên chung là Khuê phụ thán, đăng lần đầu trên Nam Phong tạp chí số 21 (tháng 3, năm 1919).
Gia nhập làng văn, ông vừa là bạn, vừa là cây bút đồng thời với: Diệp Văn Kỳ, Hồ Biểu Chánh, Đặng Thúc Liêng, Trần Chánh Chiếu...
Năm 71 tuổi (1949), Thượng Tân Thị rời Tam Bình đến ở nhà người con gái đầu lòng (Phan Thị Cầu) tại thị xã Vĩnh Long (nay là thành phố Vĩnh Long), an hưởng tuổi già và tiếp tục sáng tác thơ, cho đến khi qua đời năm Bính Ngọ (1966) hưởng thọ 86 tuổi.

## Tác phẩm
Thơ Thượng Tân Thị không xếp thành tập, mà chỉ đăng rải rác trên các báo lúc bấy giờ, như: Nam Phong tạp chí, Đuốc nhà Nam, Nam Kỳ tuần báo, Đại Việt tạp chí, Phụ nữ tân văn...
Hầu hết, thơ ông đều làm theo luật Đường, thể thất ngôn bát cú (chỉ một số ít là ngũ ngôn), trong số ấy, có ba bài được giới yêu thơ chú ý là:
- Khuê phụ thán, gồm 10 bài thơ Nôm viết theo thể thất ngôn bát cú và theo lối "thập thủ liên hoàn"[4], sáng tác tại Cầu Kè vào tháng 3 năm 1919. Bài thơ đăng lần đầu trên Nam Phong tạp chí số 21 (tháng 3 năm 1919), được Sở Cuồng (Lê Dư) khen là "lâm ly, uyển chuyển, đáng cho là tuyệt diệu""[5], và sau này được nhiều sách hợp tuyển thơ văn in lại[6]

Tính đến nay, có ít nhất ba người đã họa lại Khuê phụ thán, đó là vua Thành Thái (theo thông tin trên báo Tri tân số 190, ra ngày 1 tháng 6 năm 1945), nữ sĩ Vân Đài và thi sĩ Tố Phang. 
- Tục khuê phụ thán: Sau khi Khuê phụ thán được bạn đọc chú ý, ông tiếp tục làm thêm thi phẩm này. Về chủ đề và hình thức, nó cũng giống như Khuê phụ thán, và cũng nhận được lời khen ngợi là: "có một giá trị không kém mười bài Khuê phụ thán". Tục khuê phụ thán được đăng lần đầu trên Nam Phong tạp chí số 169 (tháng 2, năm 1932)[7].
- Văn tế hai Bà (tức văn tế Hai Bà Trưng), chiếm giải nhất văn chương do báo Phụ nữ tân văn tổ chức năm 1934.

Ngoài ra, ông còn có một số câu liễn đối và nhiều bài thơ khác, như: Thi rớt, Tự thán, Đi thi, Khóc chị Phan Vân Anh, Hòn vọng phu, Ngộ cố tri, Họa bốn bài thi đàn Bạc Liêu, Phá Tam Giang...(trong cuốn Việt Nam thi nhân tiền chiến [quyển trung], xuất bản năm 1968 tại Sài Gòn có trên 20 bài thơ của ông).

## Nhận xét
Chủ đề cảm tác của Thượng Tân Thị, không khác mấy với Ưng Bình Thúc Giạ Thị. Tuy nhiên so lại, Ưng Bình Thúc Giạ Thị, người và thơ đều đạo mạo trầm ngâm; còn với Thượng Tân Thị, vần thơ có pha chút dí dõm và thanh niên tính hơn.
Nếu Ưng Bình Thúc Giạ Thị, bước thang mây rộng mở, thì trái lại, Thượng Tân Thị vừa thi rớt vừa gặp nhiều chuyện không may...Cho nên nơi con người chịu lắm đắng cay, bị trôi giạt ấy, không khỏi có những lúc ê chề, chán nản, như câu:
Chìm nổi tấm thân nơi biển khổ.
Mịt mờ hồn phách chốn thành sâu.
(Tự thán, bài 1)
Dù vậy, vẫn thấy ở ông một tấm lòng yêu nước chứa chan, một nhân cách cứng cỏi:
Thôi đừng than thở làm chi nữa
Rồi cũng ra người có lẽ đâu...
(Tự thán, bài 2)
Hay:
Đổi thay biết mấy đời dâu biển,
Một tấm lòng trinh vững chẳng nao.
(Hòn vọng phu, bài 1)
Dằn lòng tiết giữ như tòng bá,
Chung với trên đầu thăm thẳm xanh.
(Tái ngộ cảm tác)
- Xem thêm trang: Khuê phụ thán.